# Kinesisk sötväppling
Kinesisk sötväppling (Melilotus suaveolens) är en ärtväxtart som beskrevs av Carl Friedrich von Ledebour. Enligt Catalogue of Life ingår Kinesisk sötväppling i släktet sötväpplingar och familjen ärtväxter, men enligt Dyntaxa är tillhörigheten istället släktet sötväpplingar och familjen ärtväxter. Arten förekommer tillfälligt i Sverige, men reproducerar sig inte. Inga underarter finns listade i Catalogue of Life.